# Clan Farina
Il clan Farina  è stato un sodalizio camorristico  operante nel padovano e originario di Maddaloni. Dalla sua fondazione, il clan si è dedicata al racket dei cambisti del casinò di Venezia per poi concentrarsi sul traffico di cocaina e eroina che passano dalla Colombia e venendo smistate tra le province di Treviso, Venezia, Padova e Rovigo.

## Storia
Caratteristica è la gerarchia del clan, ovvero non prevede la figura di un boss fisso. La guida è retta da 4 capiregime: Gennaro “o’ Messicano”, Ciro “o’ Secco”, Carmine “o’ Trombetta” e Salvatore “Don Perignon”, i quali si occupano dei relativi settori, ovvero estorsione e racket; usura; traffico di droga e spaccio; prostituzione.
Nei rapporti con altri clan, i Farina si riuniscono sino ad una decisione unanime.
Nato come costola del clan Belforte, ha in seguito raggiunto una sua autonomia, alleandosi con il clan dei Casalesi, al quale versava una tassa per ogni estorsione commessa in danno di aziende dell'Agro aversano operanti nella zona di Maddaloni. 
Nel 2016 vengono arrestati e incarcerati nella casa di detenzione Due Palazzi di Padova con l’accusa di estorsione a danno di imprenditori. Il 14 novembre 2018 sono evasi ed ora in latitanza.
Il 17 marzo 2009, 300 carabinieri hanno assediato il comune di Maddaloni arrestando 28 esponenti della cosca con l'accusa di associazione mafiosa, omicidio ed estorsione . 
Il 24 novembre del 2009, i Carabinieri di Caserta, su richiesta della Dda di Napoli, hanno effettuato un sequestro pari ad oltre 50 milioni di euro ai danni del clan.